# Consell Militar de Manbij
El Consell Militar de Manbij (CMM) és una coalició formada per combatents locals de la ciutat de Manbij que van fugir de l'Estat Islàmic i 7 grups afiliats a les Forces Democràtiques de Síria (FDS), format el 2 d'abril 2016 a la presa de Tishrin.

## Grups
Els grups fundadors del CMM van ser:
- Exèrcit dels Revolucionaris
  - Batalló Sol del Nord
    - Brigades de l'Eufrates
    - Brigada Jund al-Haramayn
    - Brigada Màrtirs de l'Eufrates
    - Brigada Al-Qusais
    - Brigada Turcmans de Manbij

El dia 1 de juny de 2016, les FDS van informar que hi havia 4 faccions de l'Exèrcit Lliure de Síria (FSA per les seves sigles en anglès) que també s'integraven al CMM per tal d'alliberar la ciutat.

## Ofensiva sobre Manbij
L'ofensiva de Manbij va realitzar-la el CMM juntament amb les forces especials dels Estats Units, una participació mínima de militants kurds de les YPG i l'assistència dels bombardejos aèris per part de la coalició internacional anti-EI. Durant l'ofensiva van participar majoritàriament àrabs locals de la zona, però, tal com va afirmar un comandant de les FDS, “àrabs, kurds, ningú sap exactament quants, tots treballem sota les Forces Democràtiques de Síria".
El 5 d'abril, es va formar l'anomenat Consell Civil de Manbij a Sarrin per civils que havien fugit del territori controlat per l'Estat Islàmic a la ciutat de Manbij. El consell està compost per àrabs, kurds, turcmans i circassians,[2] i va ser creat per a administrar Manbij després del seu alliberament.
El comandant del Consell Militar Manbij, Faisal Abu Layla, va morir de ferides que va al fronts de Manbij. En honor seu es dona el seu nom a l'ofensiva. Va ser substituït per Abu Adel.
Finalment, el 12 d'agost la ciutat queda alliberada per complet i l'ofensiva va continuar a les zones rurals dels voltants.